# 李平分
李平分（1947年12月—2009年6月8日），河北任丘人，中华人民共和国剧作家，八一电影制片厂编剧、原文学部主任，中国电影家协会原副主席，中国电影文学学会原副会长。代表作有电影文学剧本《大决战》。